# 金容媛
金 容媛（キム ヨンウォン、1945年 - ）は、韓国出身の図書館学者。駿河台大学教授。専門は図書館情報政策、情報資源管理。

## 略歴
1945年に大韓民国のソウルで生まれる。1967年に梨花女子大学文学部（図書館学）を卒業する。その後、日本に留学し慶應義塾大学大学院文学研究科図書館・情報学専攻博士課程で学んだ。1990年‐1994年に文部省学術情報センター研究開発部（現：国立情報学研究所） の助手を務める。1994年に駿河台大学文化情報学部助教授となり、1997年に教授へ昇格する。その後、2005年にメディアセンター長、2008年に文化情報学部長を経て、2009年からメディア情報学部長を歴任している。韓国や日本、米国など国際的に研究活動を進めている。

## 著書
- 『図書館概論』（共著,日本図書館協会,2008年）
- 『変革時代の公共図書館』（共著,勉誠出版,2008年）
- 『図書館情報政策』（単著,丸善,2003年）
- 『専門資料論』（共著,樹村房,2002年）
- 『図書館・情報センターの経営』（共著,勁草書房,1997年）